# 尼尔斯·莫兰德
尼尔斯·莫兰德（瑞典語：Nils Molander，1889年6月22日—1974年1月30日），瑞典男子冰球运动员，场上位置是前锋。他曾代表瑞典国家队参加1924年冬季奥林匹克运动会冰球比赛，获得第4名。